# Centauro

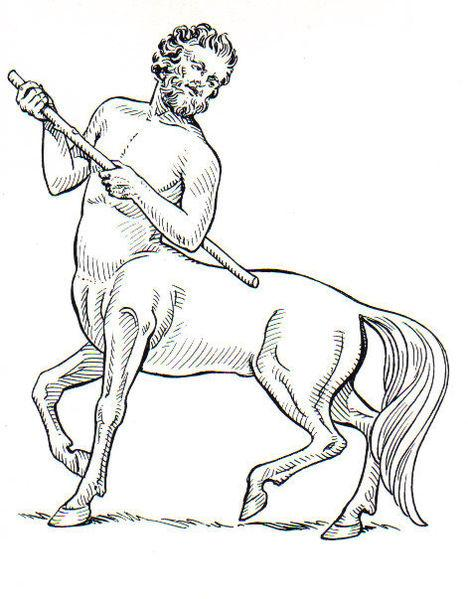
Centauro

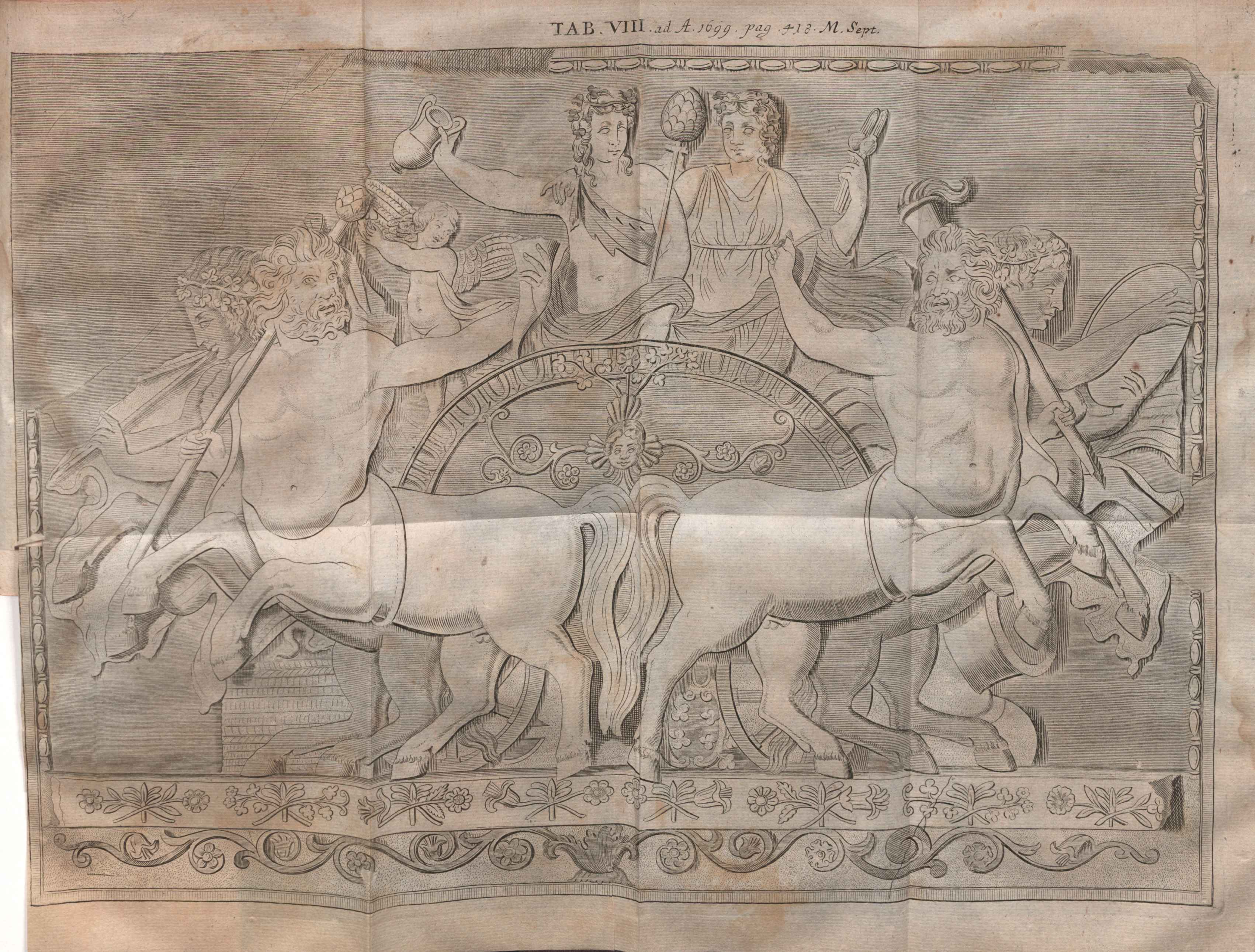
Centauri in una tavola del 1699 degli Acta Eruditorum

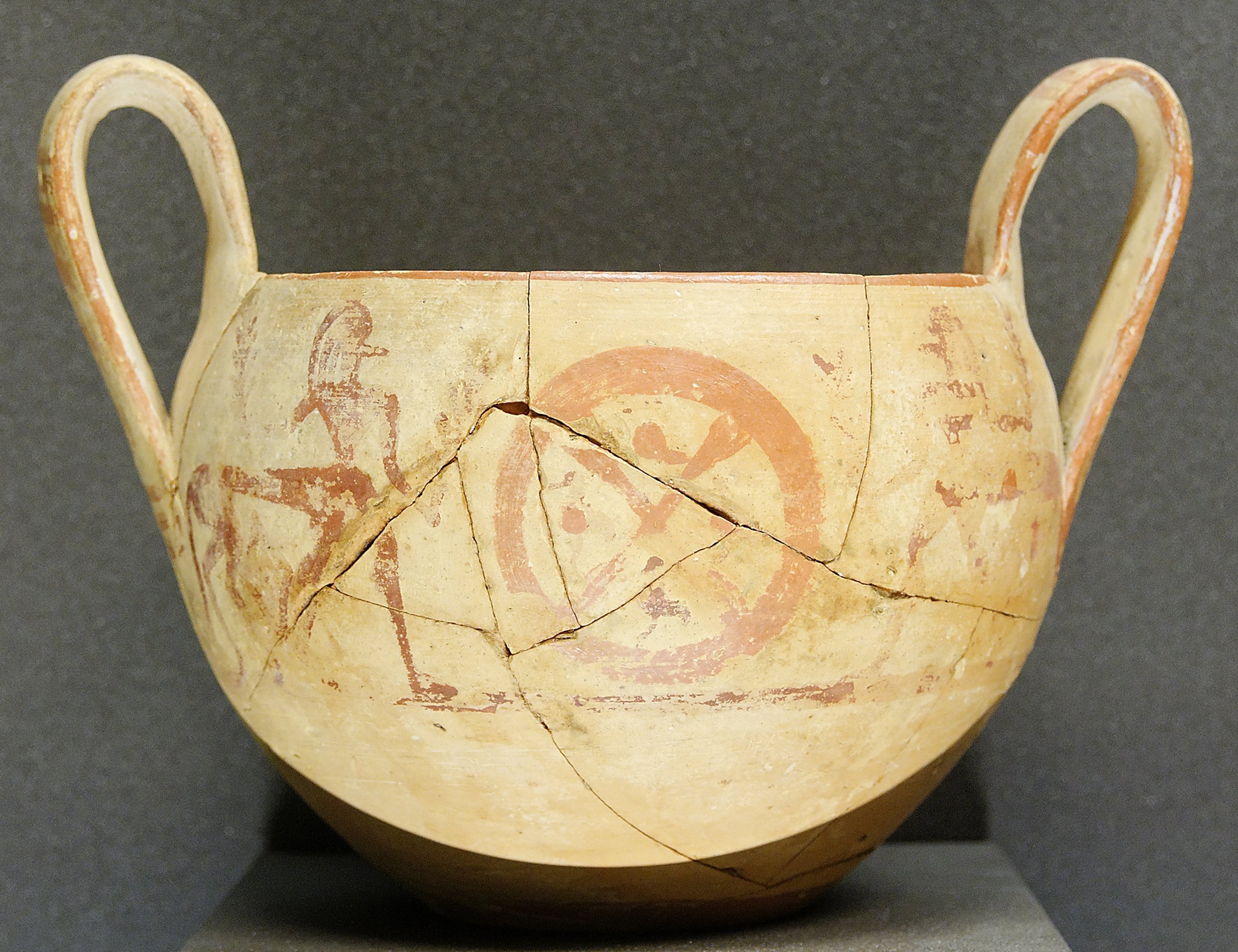
Kantharos della Beozia (Periodo geometrico tardo)

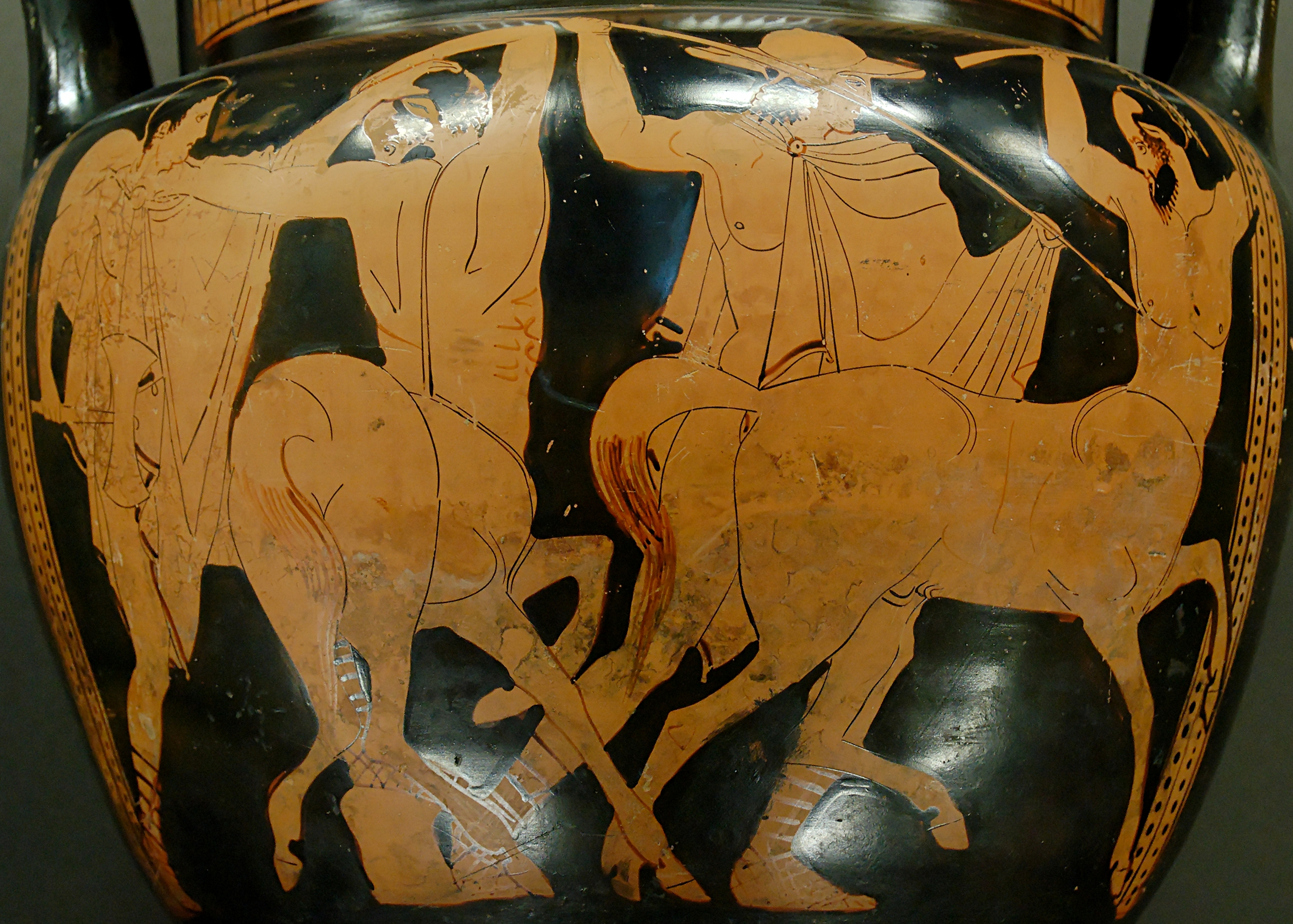
Centauromachia

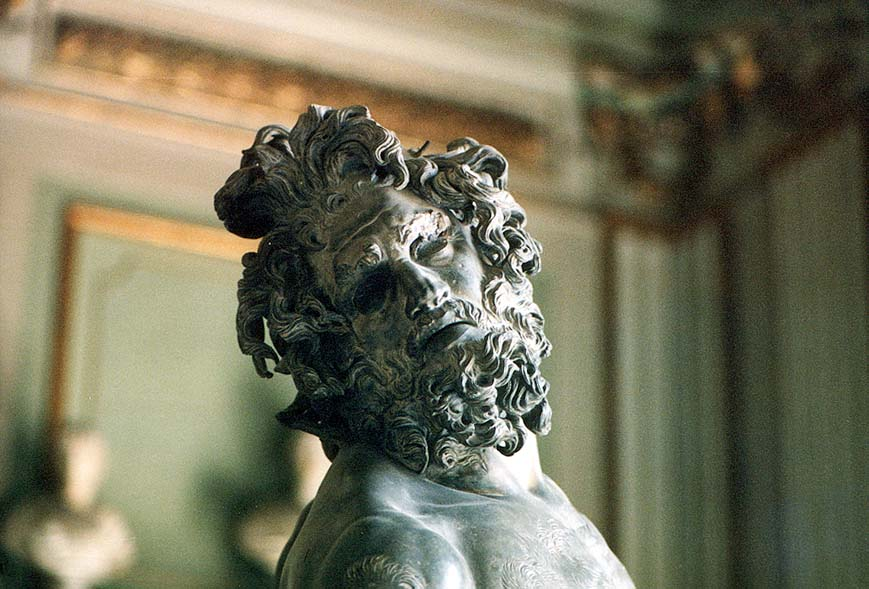
Centauro vecchio (particolare) nei Musei Capitolini di Roma

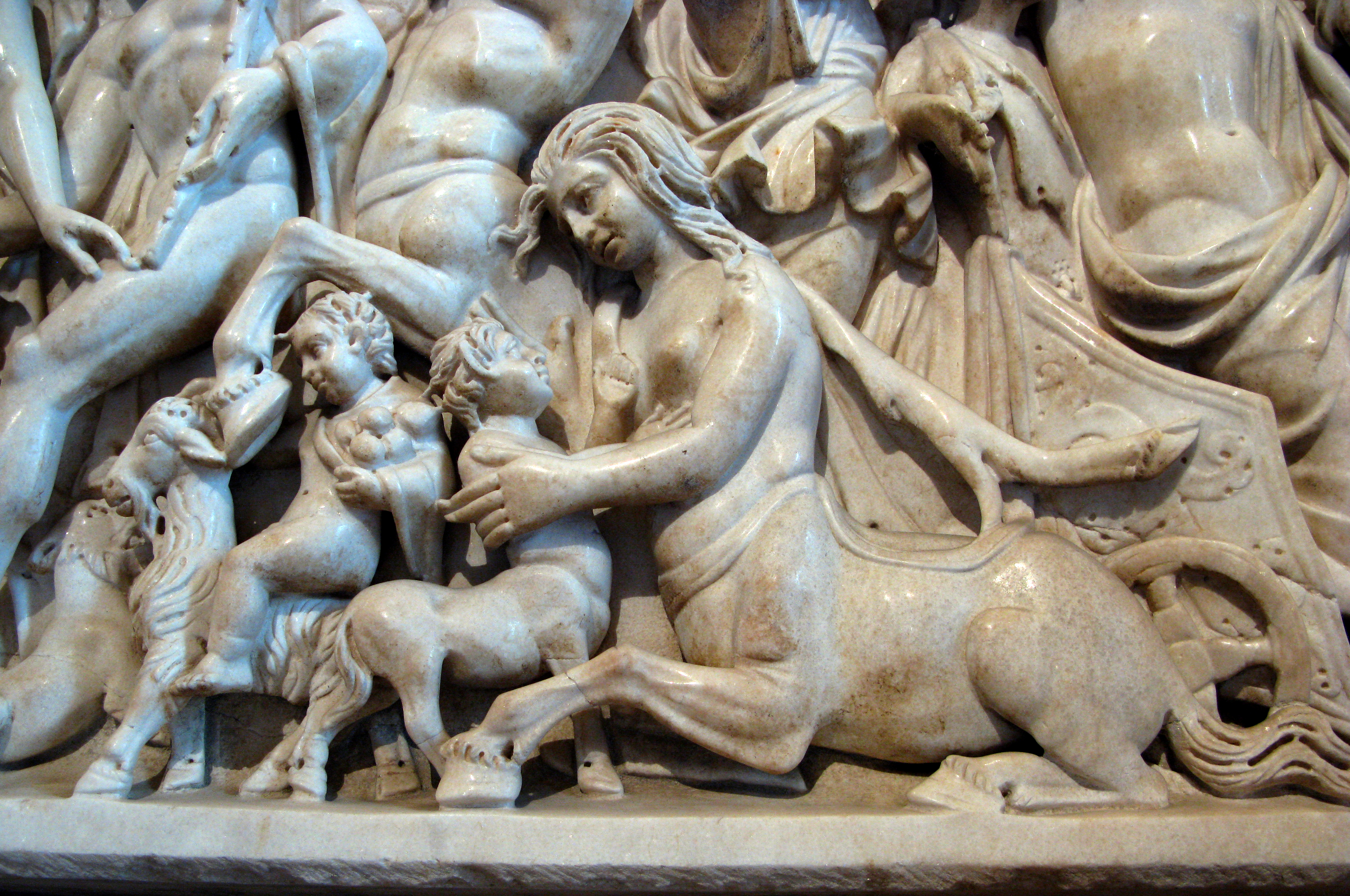
Femmina di centauro e figlioletto, particolare del sarcofago di Arianna, III sec.d.C. (Museo del Louvre)

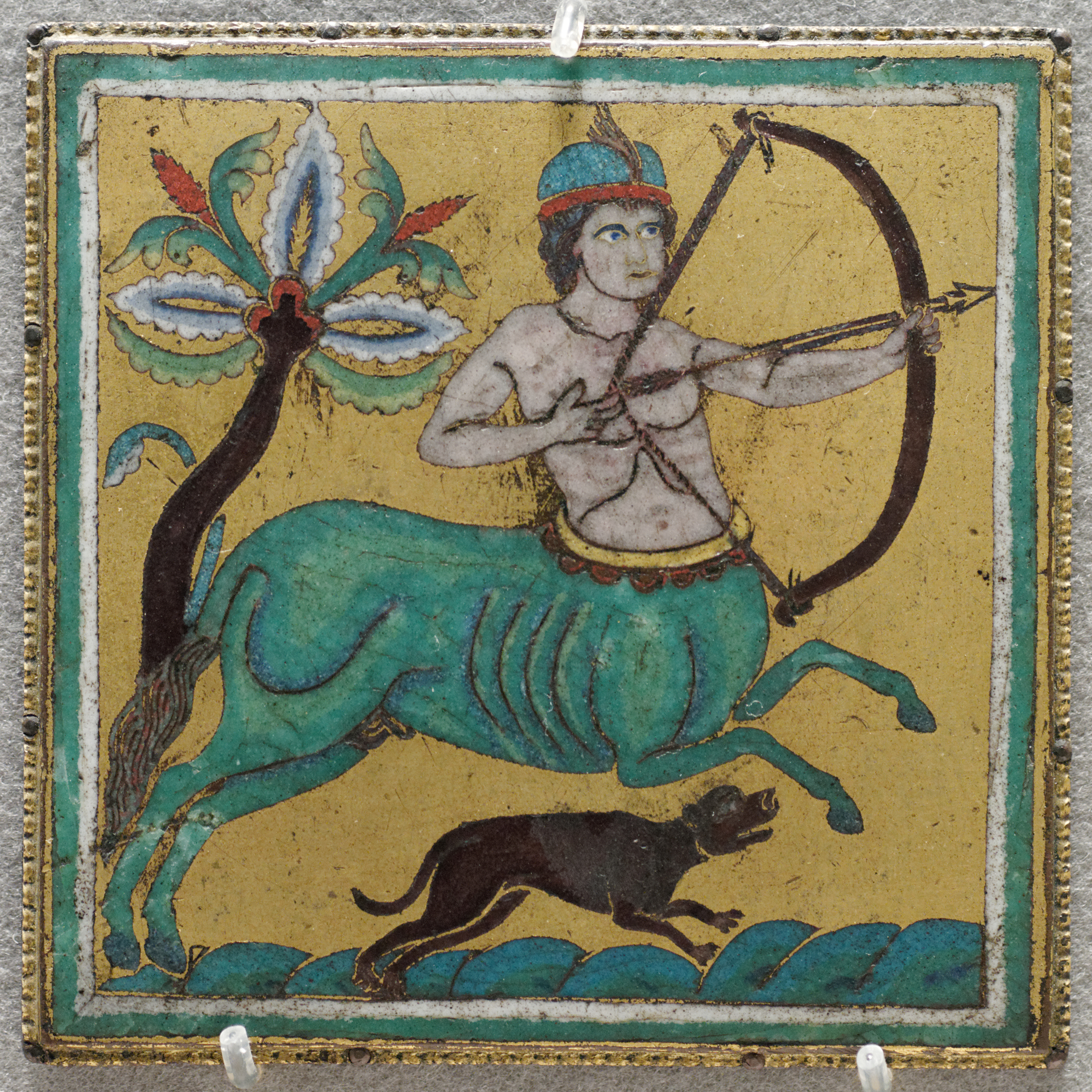
Centauro - raffigurazione medievale - Museo del Louvre

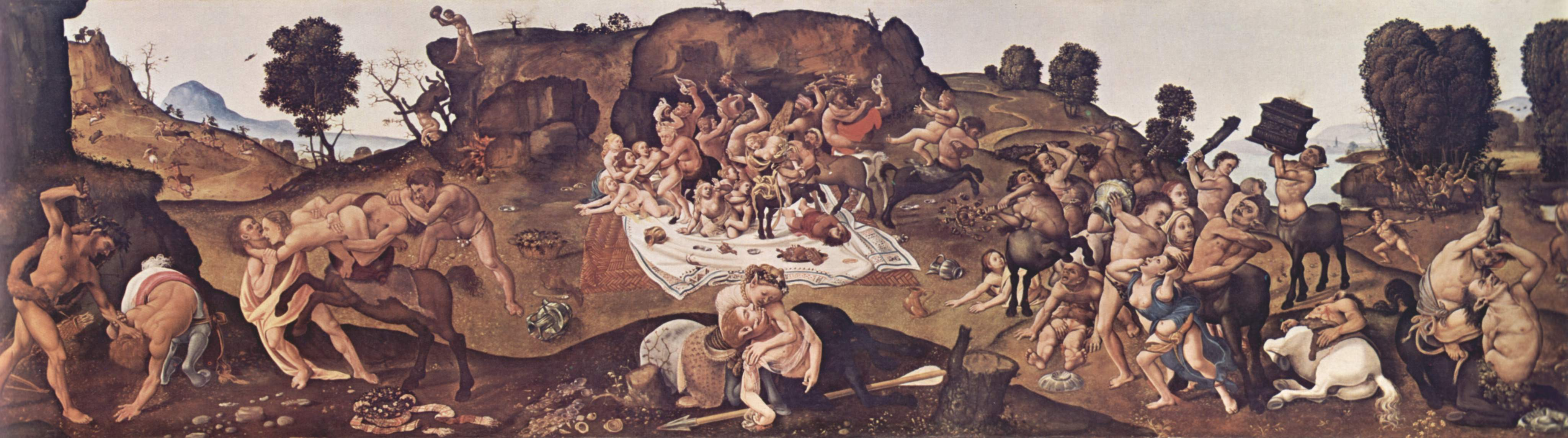
La battaglia dei Centauri e dei Lapiti - Piero di Cosimo - National Gallery

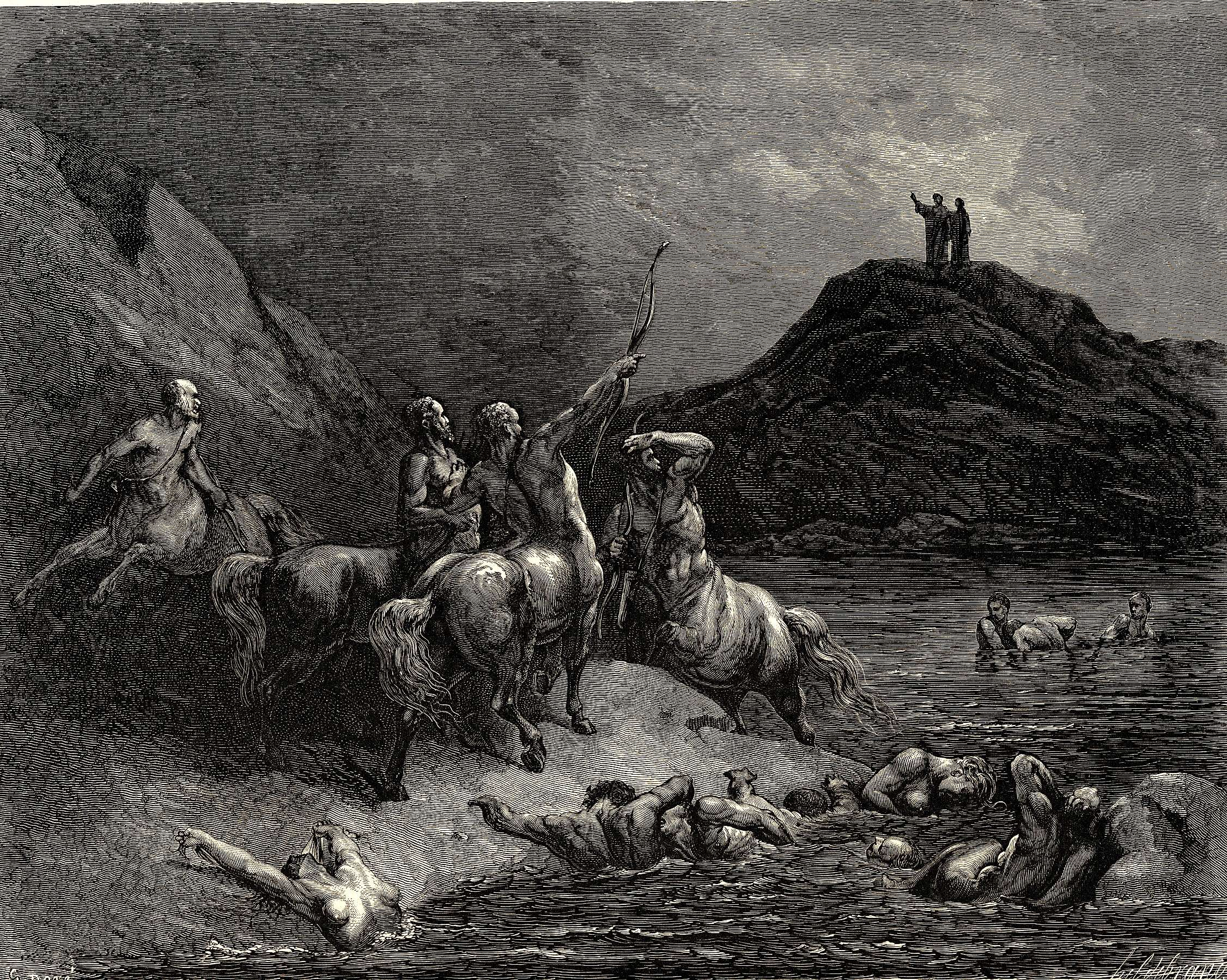
Gustave Doré, Inferno, XII

Il centauro (in greco ὁ Κένταυρος, al plurale οἱ Κένταυροι) è una creatura della mitologia greca, metà uomo e metà cavallo.
Leggende minori in cui vengono probabilmente confusi con i satiri, ne fanno creature metà uomini e metà caproni. Loro particolarità era di essere dotati di raziocinio per la parte umana, ma al tempo stesso di essere schiavi delle passioni, per il lato animale. Essi esasperano pregi e difetti del genere umano: dalla brama incontrollabile di re Eurizione alle virtù come educatore di Chirone.
Dalla Grecia, la figura del centauro passò alla mitologia romana ed ai bestiari del Medioevo, divenendo soggetto frequente nell'araldica europea. Dante Alighieri li colloca all'Inferno come custodi del girone dei violenti, citando i famosi Chirone, Nesso e Folo.
Una loro peculiarità era quella di essere dei campioni di tiro con l'arco.

## Il mito greco
La figura del centauro ha origine dall'amore sacrilego fra il re dei Lapiti, Issione, e una sosia della dea Era, Nefele, dalla cui unione nacque, appunto, Centauro, un essere deforme che si accoppiò con le giumente del Monte Pelio e originò una razza di creature ibride, metà uomini e metà cavalli.
Diodoro Siculo attribuisce la nascita dei centauri ad Apollo e Stilbe, già genitori di Lapite.
Nella mitologia, i centauri sono quasi sempre descritti con carattere irascibile, violento, selvaggio, rozzo e brutale. Amanti del vino ma incapaci di reggerlo, sono spesso raffigurati nel corteo di Dioniso, di cui a volte conducono il carro. Solitamente raffigurati con pelli di leone o di fiere, armati di clava o di arco, caricavano i loro nemici emettendo urla spaventose. La loro particolarità era dunque di possedere tutti i pregi e tutti i difetti del genere umano, portati però a livelli elevatissimi, tanto che nella mitologia sono stati riservati loro ruoli completamente contrastanti: dall'estrema saggezza all'incredibile crudeltà.
La più famosa leggenda che coinvolge i centauri è quella della loro battaglia contro i Lapiti in occasione della festa nuziale di Piritoo, la cosiddetta Centauromachia. I centauri erano stati invitati ai festeggiamenti ma, non essendo abituati al vino, ben presto si ubriacarono, dando sfogo al lato più selvaggio della loro natura. Quando la sposa Ippodamia ("colei che doma i cavalli") arrivò per accogliere gli ospiti il centauro Eurizione balzò su di lei e tentò di stuprarla. In un attimo anche tutti gli altri centauri si lanciarono addosso alle donne e ai fanciulli. Naturalmente scoppiò una battaglia nella quale anche l'eroe Teseo, amico di Piritoo, intervenne in aiuto dei Lapiti. I centauri furono alla fine sconfitti e scacciati dalla Tessaglia e a Eurizione furono mozzati naso e orecchie.
Certi centauri acquisiranno anche leggende proprie, come Chirone, amico di Apollo e dei Dioscuri, Eurizione, Nesso che tentò di stuprare la seconda moglie di Ercole, Deianira, Astilio e Folo, amici di Ercole, diventando in seguito - in epoca moderna e contemporanea - personaggi tipici della letteratura fantasy.
Non tutti i centauri erano figli/discendenti di un Centauro:
- Chirone, tra le altre cose maestro di Achille, era infatti figlio della ninfa oceanina Filira e del dio Crono e dovette la sua natura ibrida a un incidente occorso durante la sua nascita: una maledizione scagliata da Rea, moglie di Crono, al figlio illegittimo del marito secondo Apollonio Rodio[11] e Virgilio[7] o il suo concepimento per opera di due immortali mutatisi in cavalli l'una per sfuggire al seduttore e quest'ultimo per meglio inseguire la riottosa amata.
- Folo, anfitrione di Ercole in visita presso i centauri, era figlio di Sileno e di una ninfa dei frassini.

Sulle loro straordinarie fattezze ironizzò, nel II secolo d.C., Luciano di Samosata con i Nefelocentauri (Νεφελοκένταυροι), creature immaginarie (metà uomini e metà nuvole) da lui descritte nelle Storia vera.
Accanto ai centauri sono raffigurate a volte anche le centauresse, la loro controparte femminile, con i loro piccoli. Un famoso dipinto del pittore antico Apelle raffigurava la "famiglia del Centauro" e fu ricreato dal Botticelli nel basamento del suo dipinto della Calunnia.

## Le origini del mito
La tentata identificazione di due centauri su una terracotta micenea ritrovata a Ugarit suggerisce un'origine del mito dell'ibrido uomo-cavallo databile all'età del bronzo. L'identificazione è stata però smentita. Dato certo è il ritrovamento di un centauro su una terracotta della "Tomba dell'Eroe" di Lefkandi e della ricchezza di raffigurazioni di centauri nelle terrecotte del periodo geometrico
Per quanto riguarda l'origine vera e propria del mito, la chiave interpretativa più semplice lo vorrebbe legato alla diffusione in Grecia dell'addomesticamento del cavallo, avvenuto in epoca tarda (post II millennio a.C.). È lecito supporre che questo animale, la cui importanza era davvero notevole per un popolo di nomadi migratori, fosse oggetto di culto.

È anche probabile che in alcune regioni lontane, quali la Tracia o la Tessaglia, vivessero delle tribù semi-primitive dedite all'allevamento e all'addestramento degli equini selvatici e questi popoli siano stati trasformati in genie mitiche di esseri ibridi che univano in sé il cavaliere e la cavalcatura.
Secondo altre fonti, la loro origine è interpretata come ricordo delle prime apparizioni dei popoli a cavallo dalle steppe asiatiche, che gettarono nel terrore i popoli mediterranei; allo stesso modo i Conquistadores spagnoli vennero considerati metà bestie e metà umani dalle popolazioni indigene dell'America centrale; in seguito i centauri vennero considerati simboli del dominio sugli istinti in un contesto di animalità e forze naturali incontrollabili, dato che i tratti tipici dell'uomo limitavano la natura ferina.

## Il mito medievale
Dalla mitologia romana, il centauro passò ai bestiari medievali. Il centauro era raffigurato nella figura del Sagittario, come segno zodiacale. Centauri saettanti sono presenti anche nello zooforo del Battistero di Parma. L'immagine del centauro si addiceva agli eretici e alla loro interna dissociazione che li faceva considerare metà cristiani e metà pagani.
È rappresentato spesso con i capelli in fiamme, per lo più armato di freccia e arco. Talvolta l'obiettivo è una colomba, tal altra un cervo, entrambe figurazioni simboliche dell'anima, facili prede spesso raffigurate mentre vengono trascinate via dopo la cattura. 
Dante nella Divina Commedia colloca i centauri nell'inferno (Inf. XII) come demoni immortali, divenuti custodi-giustizieri dei violenti contro il prossimo, in rapporto diretto con il loro carattere violento avuto in vita. In seguito (in Inf. XXV), Dante trasforma in centauro la figura di Caco, collocato nella bolgia dei ladri.
La figura del centauro viene rivisitata anche nel Rinascimento, da Machiavelli, il quale la usa per descrivere il suo modello di governante perfetto, umano, sì, ma anche ferino (in particolare simile a un incrocio tra un leone e una volpe), in quanto l'esercizio del governo implica l'uso di forza e astuzia.
Pallade e il Centauro è una famosa opera pittorica allegorica di Botticelli.

## Il mito moderno
La figura del centauro appare di frequente, con ruoli importanti, nelle opere fantasy moderne, ad es. il film di animazione Fantasia di Disney, Le cronache di Narnia e il ciclo di Percy Jackson e gli dei dell'Olimpo.

## Araldica
In araldica, il centauro è una figura immaginaria che corrisponde alla sua raffigurazione mitologica: essere metà uomo e metà cavallo. Normalmente è armato di una clava. La sua variante principale è il centauro sagittario, che tira con l'arco. Talora è rappresentato con due sole zampe da cavallo.
Nell'immaginario araldico vi è anche la corrispondente figura femminile, la centauressa (o centaurella).
Nell'araldica italiana è rappresentato col capo rivolto all'indietro, l'arco in mano e nell'atto di scagliare frecce. Nell'araldica dell'Europa orientale compare di frequente con la coda che termina a testa di serpente, verso cui pare diretta la freccia.

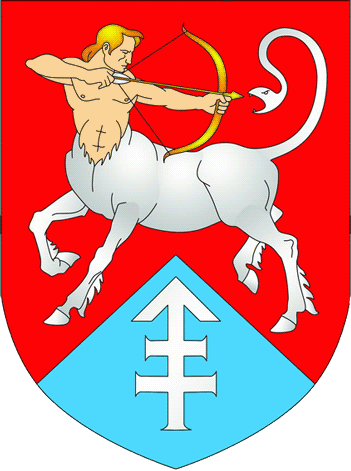
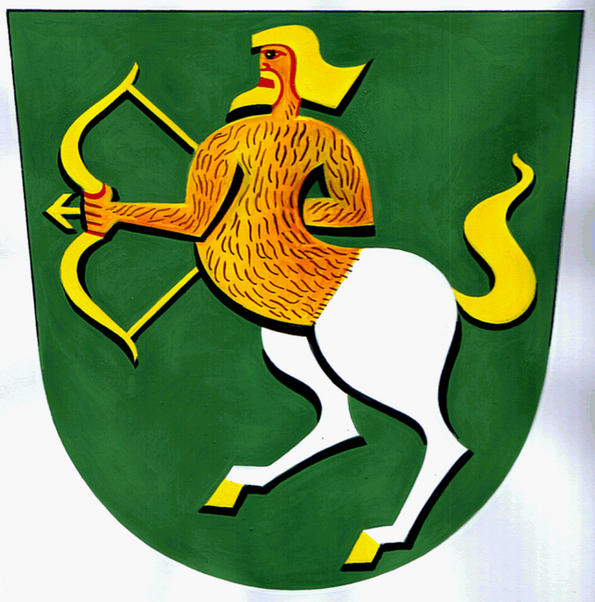
Fauno